# الدوري الكويتي 1963–64
أقيمت بطولة الدوري الكويتي الثالثة في موسم 1963/1964، وقد شارك في تلك البطولة ستة فرق، وقد استطاع نادي العربي الكويتي بأن يفوز بلقب البطولة للمرة الثالثة على التوالي والثالثة في تاريخه.

## ترتيب الفرق
| الفريق          | لعب | فاز | تعادل | خسر | له | عليه | النقاط |
| --------------- | --- | --- | ----- | --- | -- | ---- | ------ |
| نادي العربي     | 10  | 9   | 0     | 1   | 40 | 8    | 18     |
| القادسية        | 10  | 9   | 0     | 1   | 34 | 7    | 18     |
| نادي الكويت     | 10  | 4   | 2     | 4   | 12 | 14   | 10     |
| ثانوية الشويخ   | 10  | 3   | 2     | 5   | 29 | 25   | 8      |
| الشرطة          | 10  | 1   | 2     | 7   | 13 | 41   | 4      |
| الكلية الصناعية | 10  | 0   | 2     | 8   | 9  | 42   | 2      |

## أرقام من البطولة
- أكثر الفرق تحقيقا للفوز هم نادي العربي ونادي القادسية ب9 انتصارات.
- أقل الفرق تحقيقا للفوز هو نادي الكلية الصناعية حيث لم يفز.
- أقل الفرق تحقيقا للتعادل هم نادي العربي ونادي القادسية حيث لم يتعادلا.
- أكثر الفرق تحقيقا للتعادل هم نادي الكويت وثانوية الشويخ والشرطة والكلية الصناعية بتعادلين.
- أكثر الفرق تعرضا للخسارة هو الكلية الصناعية ب8 خسائر.
- أقل الفرق تعرضا للخسارة هم نادي العربي ونادي القادسية بخسارة واحدة.
- أكثر الفرق تسجيلا للأهداف هو نادي العربي ب40 هدف.
- أقل الفرق تسجيلا للأهداف هو الكلية الصناعية ب9 أهداف.
- أقل الفرق استقبالا للأهداف هو نادي القادسية ب7 أهداف.
- أكثر الفرق استقبالا للأهداف هو الكلية الصناعية ب42 هدف.